# Mer Blanche (Fouesnant)
Pour les articles homonymes, voir Mer Blanche (homonymie).
La mer Blanche est une lagune, formant une petite mer intérieure, située entre les communes de Fouesnant et de Bénodet dans le sud du département du Finistère.

## Description
La mer Blanche est une lagune très ramifiée côté nord (plusieurs petites rias y débouchent, principalement celles de l'anse de Groasguen et de l'anse du Petit Moulin, séparée de l'océan Atlantique par le cordon littoral des dunes domaniales de Mousterlin, et communiquant avec la mer par le grau du Groasguen. La partie nord-ouest de son littoral forme le quartier résidentiel du Letty, qui fait partie de la station balnéaire de Bénodet et abrite plusieurs campings, ainsi qu'une école de voile. 
La partie orientale de cette lagune forme un palud rarement immergé, où le schorre est largement développé. La partie occidentale, qui découvre totalement à chaque marée basse, est en large partie recouverte de slikke et est un paradis pour les pêcheurs à pied qui y ramassent de nombreux coquillages (palourdes, coque, etc.). Les dunes de Mousterlin, propriété domaniale, long cordon littoral, forment un milieu naturel préservé, ainsi qu'une longue plage, la plage de Mousterlin, dont la partie occidentale, dite plage de Kerler, est une plage naturiste. Le GR 34 traverse la mer Blanche.

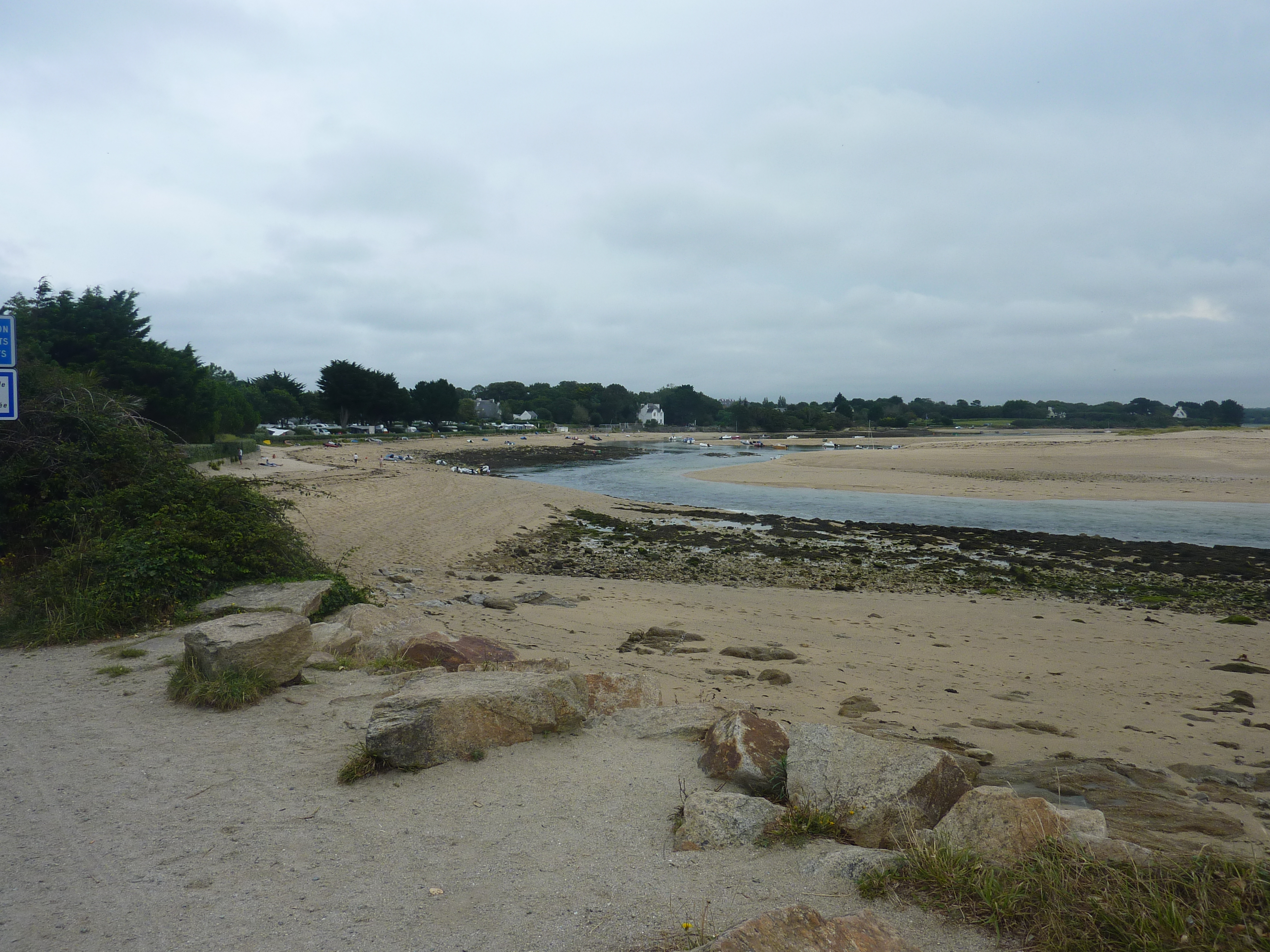
Bénodet : l'entrée de la "mer Blanche" et de l'anse du Groasguen à marée basse vues de la Pointe du Groasguen 1
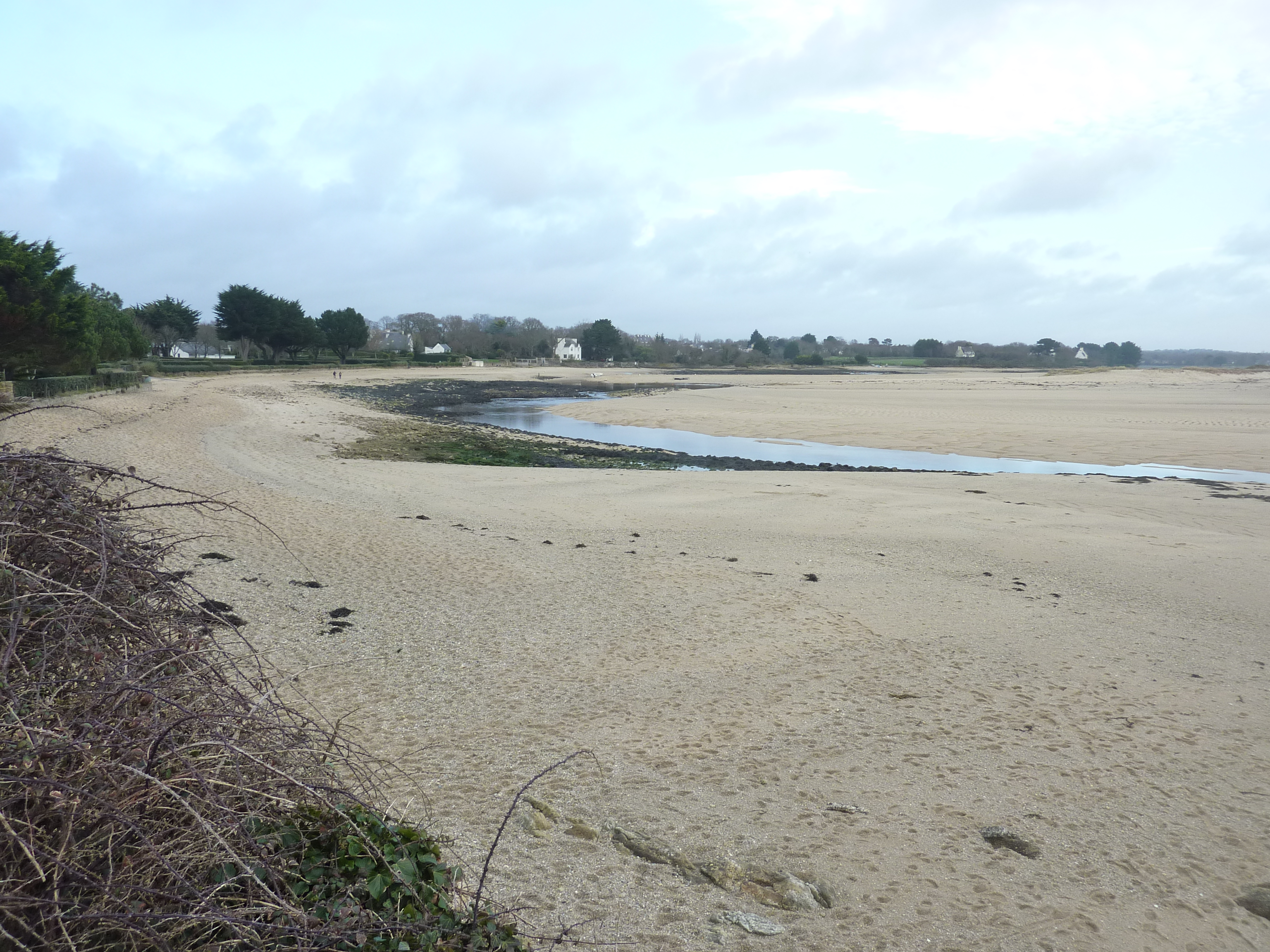
Bénodet : l'entrée de la "mer Blanche" et de l'anse du Groasguen à marée basse vues de la Pointe du Groasguen 2
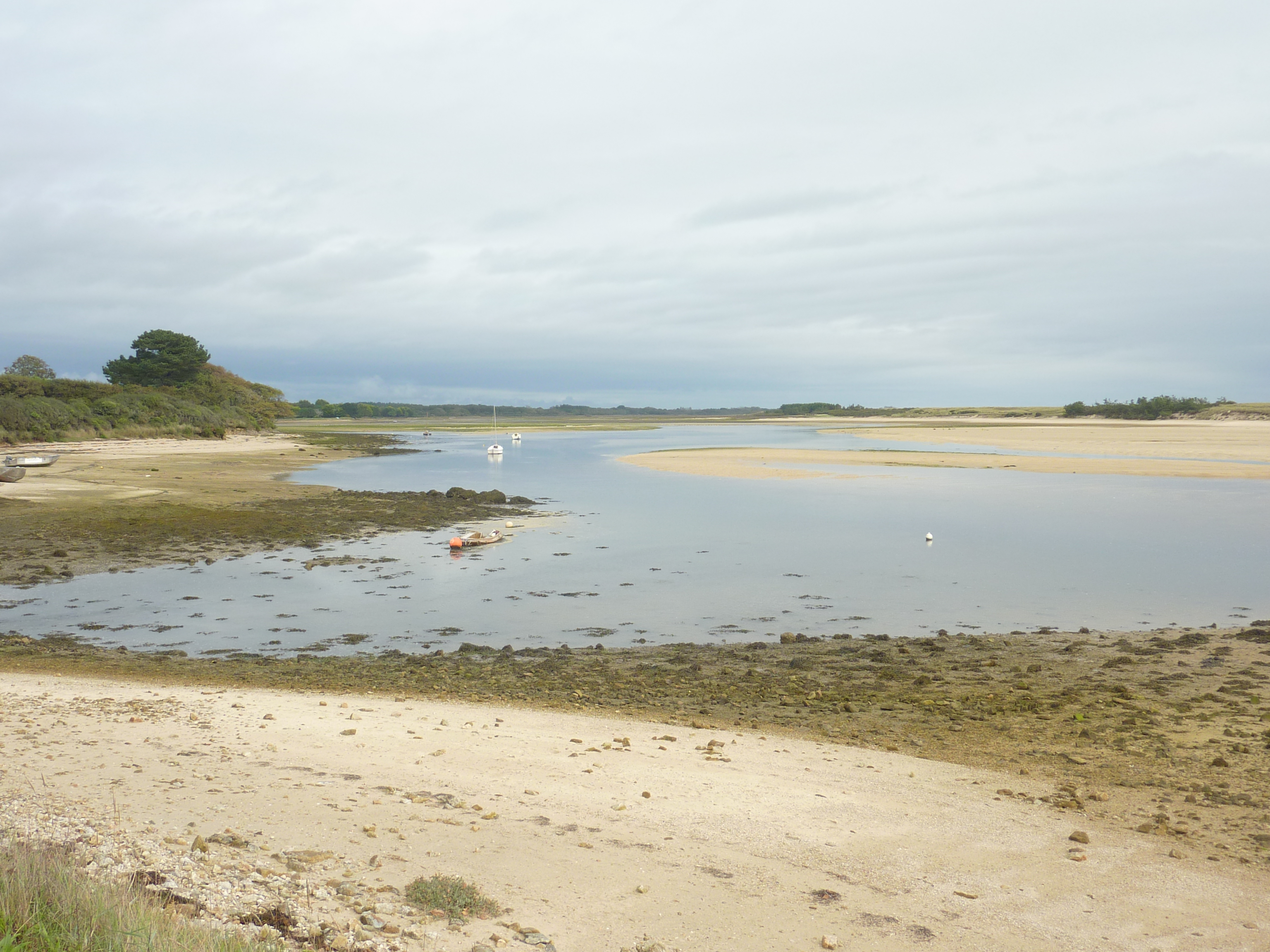
Bénodet : l'entrée de la "mer Blanche" et de l'anse du Groasguen à marée montante vues de la Pointe du Groasguen
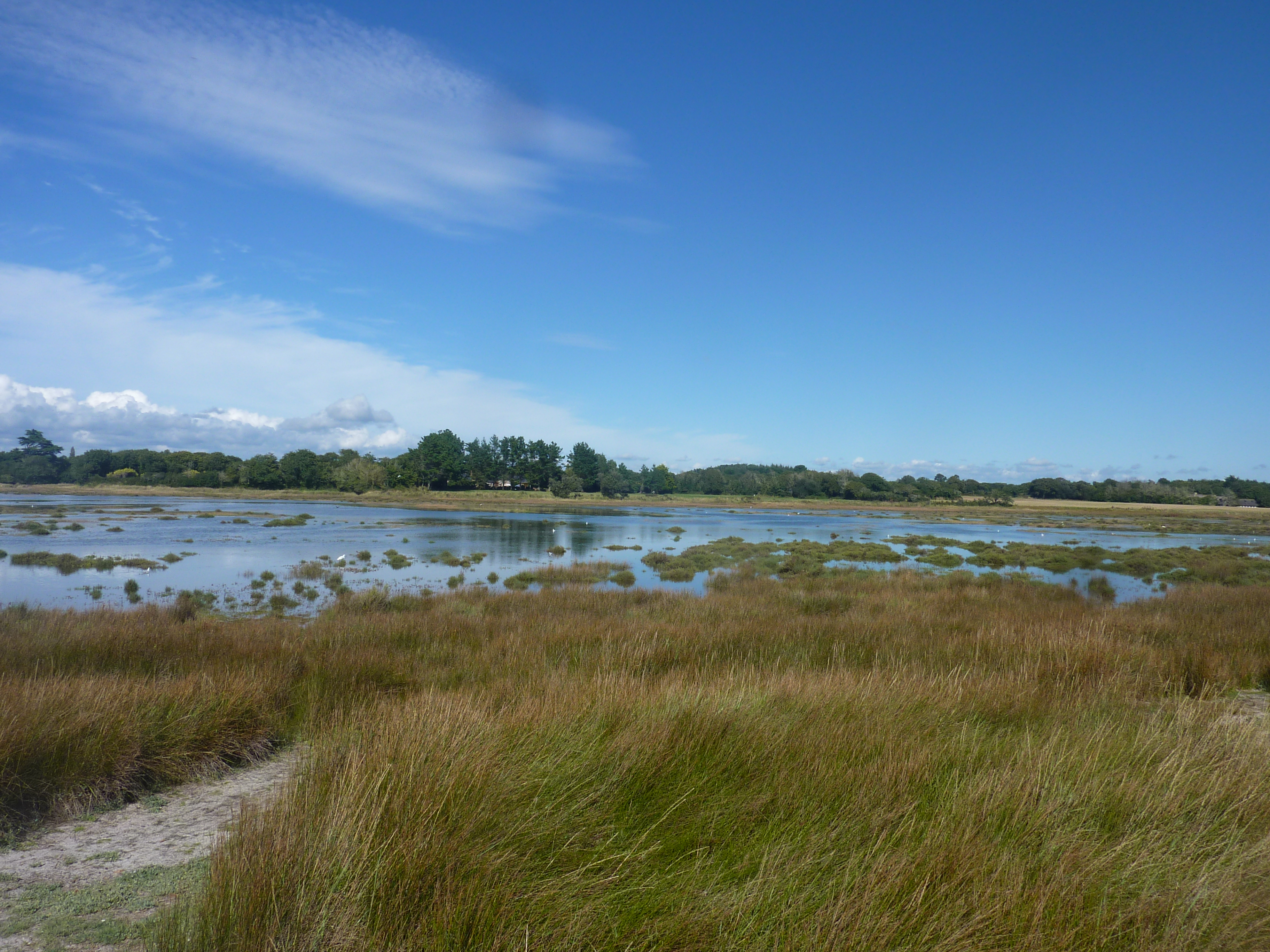
La Mer Blanche à marée haute vue du cordon littoral
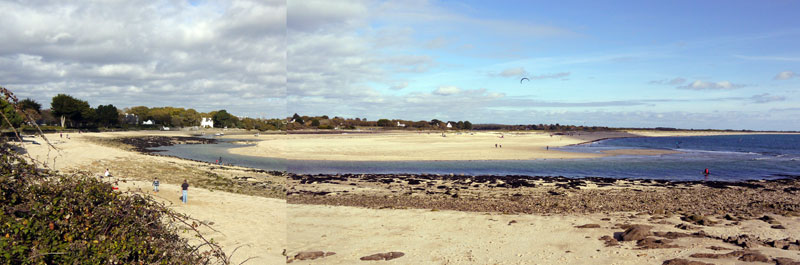
L'entrée de l'anse de Groasguen et de la "mer Blanche" au Letty
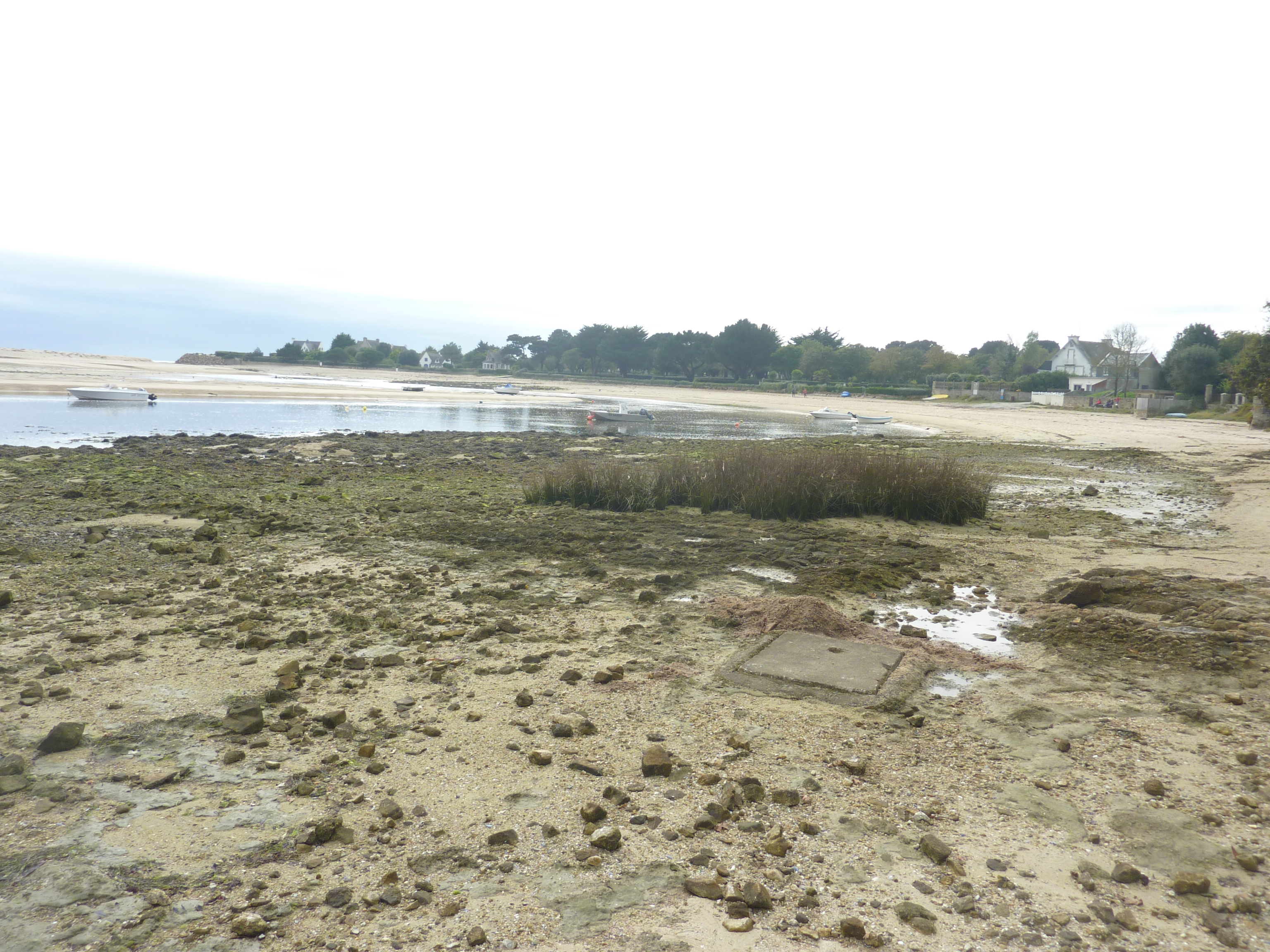
Bénodet : l'anse de Groasguen et la mer blanche vues du Letty à marée basse
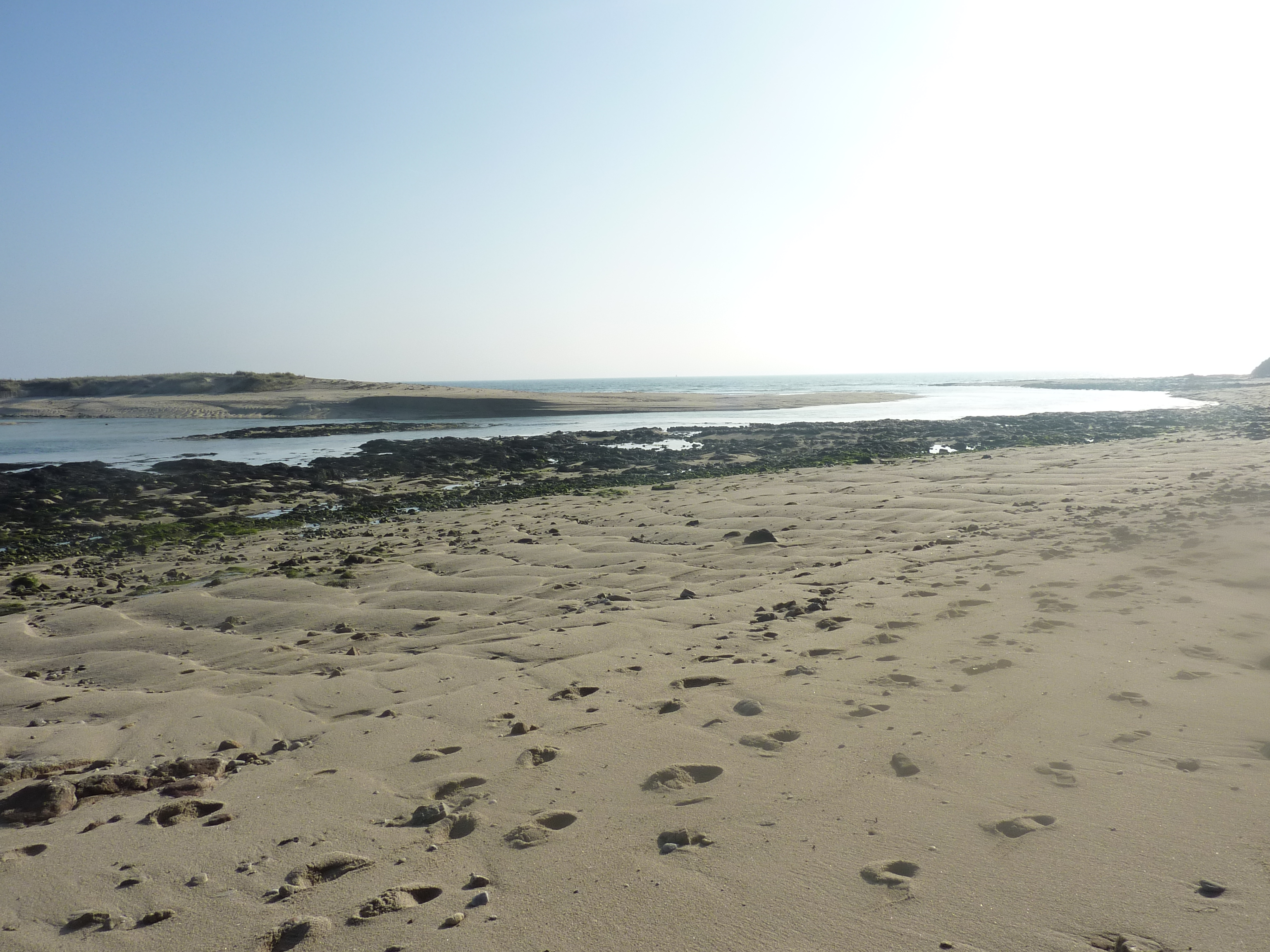
La mer blanche à marée basse
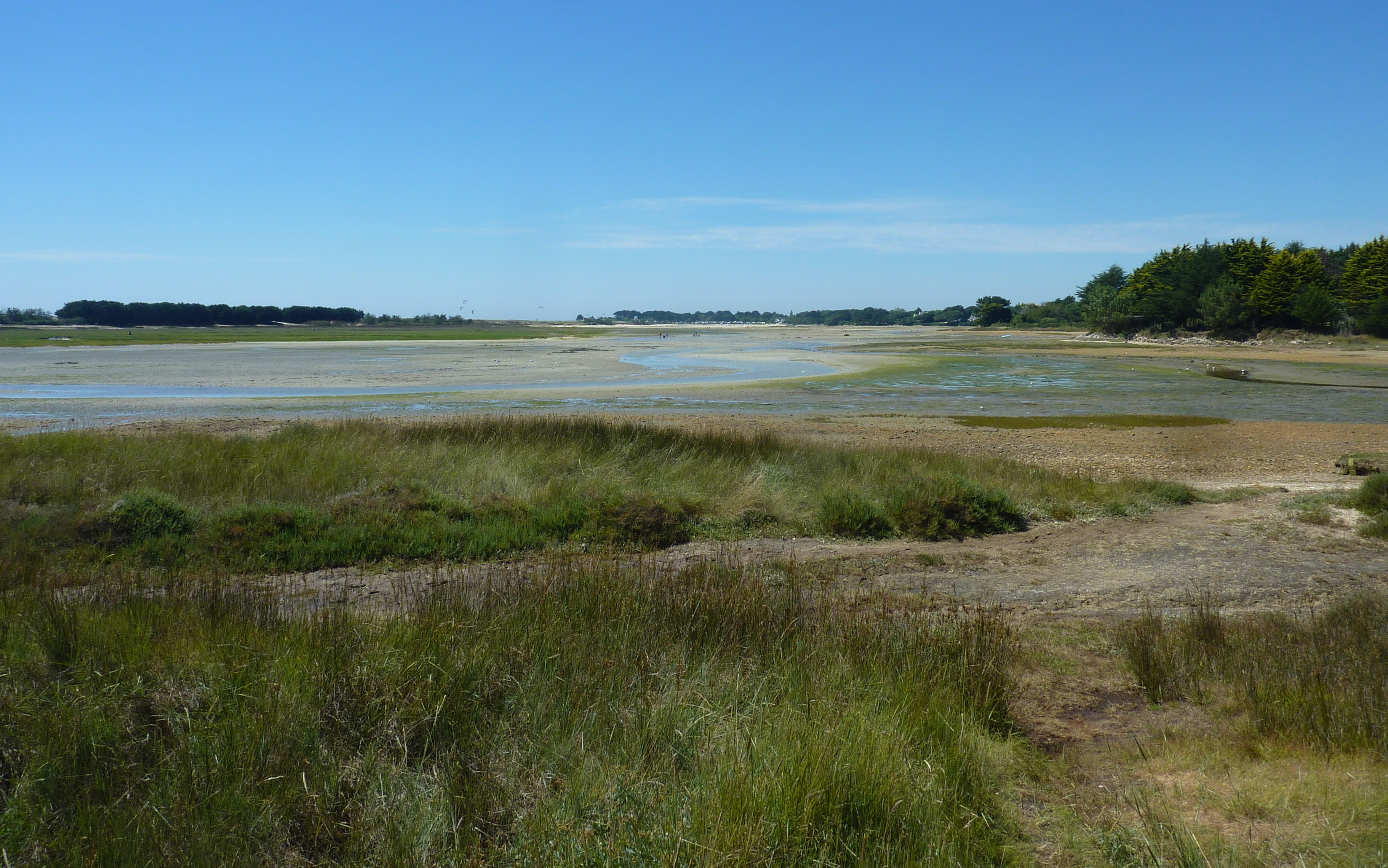
La Mer Blanche à marée basse vue du cordon littoral des dunes de Mousterlin
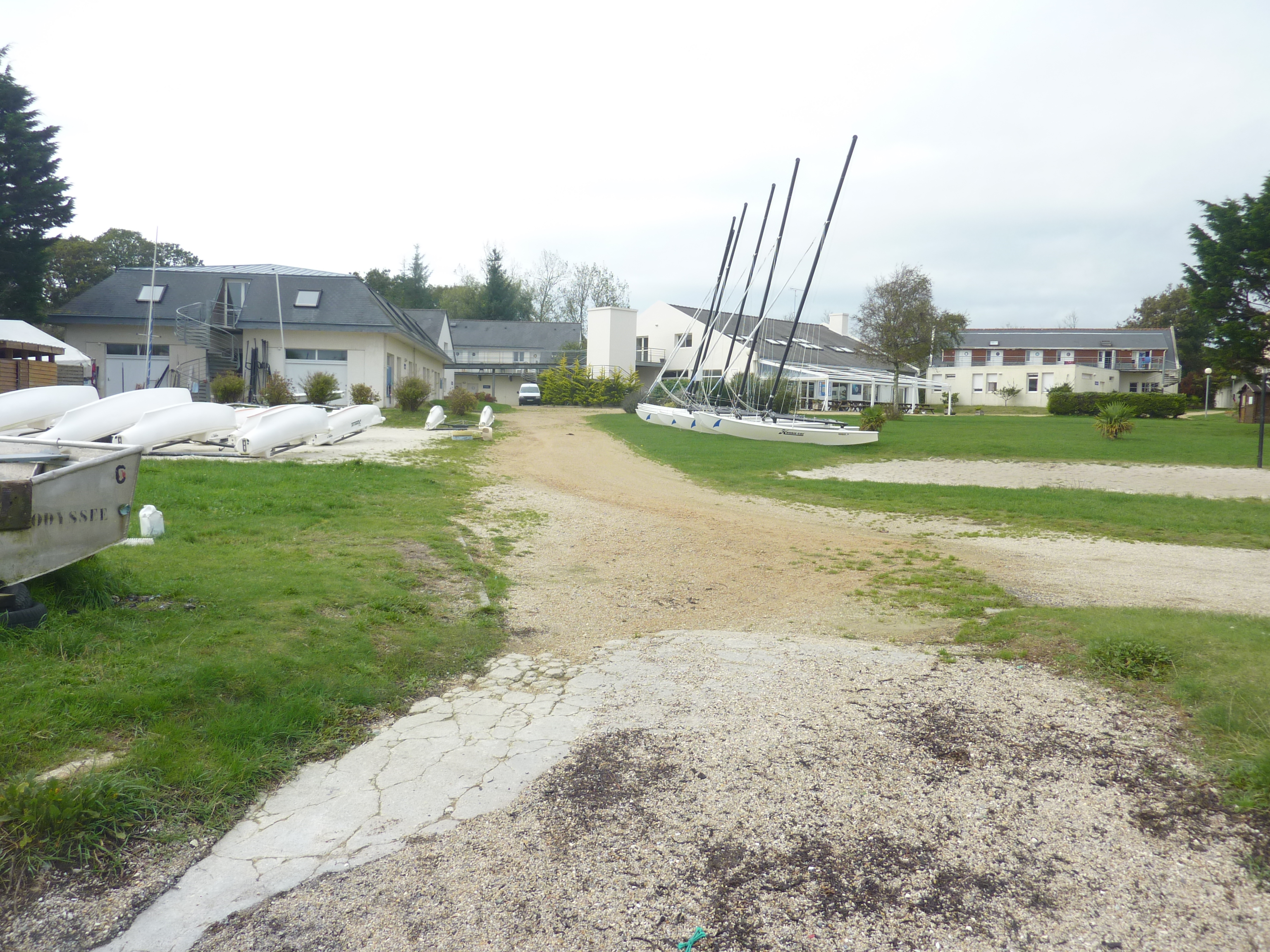
Bénodet : le centre UCPA sur les bords de l'Anse du Groasguen et de la mer Blanche
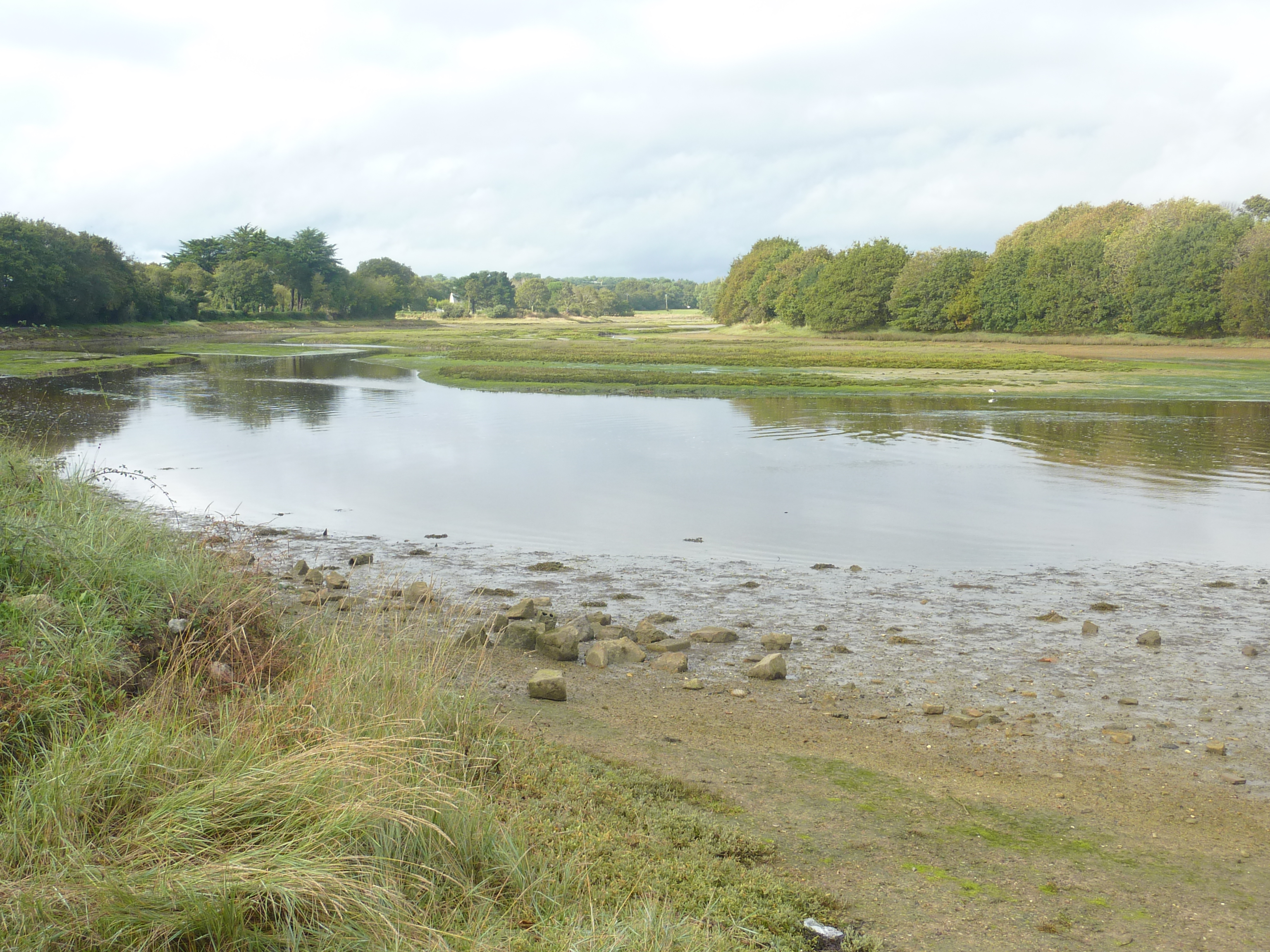
Bénodet : l'anse du Petit Moulin

## La mer Blanche en 1902
En 1902, la lagune du Groasguen ("Ar Groas Ken" selon la graphie bretonne de l'époque) est ainsi décrite :

« Entre deux pointes rocheuses à pic sur la mer, c'est une lagune d'une élégance exquise, où finissent quelques ruisseaux venus de Clohars et des petits bois de Pen-ar-Coat. Elle est belle à voir par le temps gris, quand une fumée de bruine estompe l'horizon boisé,et que sur la mer les nuages bas, unis d'un seul tenant, forment un dais de soie violâtre où un reste de lumière laisse filtrer ds écailles d'or. Les roches abruptes forment une triste étendue de sables et de landes. (..) On monte, on descend dans la dune, et l'on remonte, avec une fatigue que l'on croirait sans fin. (...) De toute part, la vue ne rencontre que la lande sombre ou la mer grisâtre. Et reculés, s'élevant à peine au-dessus du plateau désert, quelques pins se balancent, ou quelques ormes. (...) Parfois, un gazon court et dense, humide sous les pieds, couvre un carré de terre noire; et là on écrase en marchant mille champignons velus, roux et blancs, poussés de compagnie. (...) Et voici qu'au haut d'une dune plus roide que les autres, la lagune se découvre, entre la mer bleuâtre et le lac plus bleu qu'elle forme. L'eau verte et bleue, soyeuse et semée de reflets comme si des miroirs étaient mêlés à la trame du brocart, dort pleine de calme le long du lit sinueux que lui creuse la terre, mollement dessinée en belle lettre grecque, un sigma couché. Du lac à la mer, un isthme de sable, blanc comme le lait, semble si dentelé sur ses bords et si mince à la pointe (...). Tout le rivage est tendu de gazon sombre et ceint d'une lisière d'arbres roux (...). Les bords de ces anses désertes paraissent à jamais immobiles. En sa forme et sa mélancolie, la blanche lagune imite le croissant de la lune, quand il est plus aigu que le tranchant d'un cimeterre. Les eaux et les couleurs dormantes ; les bois roux où file mystérieusement une légère brume ; l'ombre sur les prés glauques ; le silence sur les sables et, par-dessus les dunes, la mer infinie... »

Bien sûr, en 1902, les environs de cette lagune étaient encore déserts, ce n'est plus le cas aujourd'hui !

## Évènements sédimentaires
Le sédiment, au droit de la Mer blanche, est sur la façade Atlantique l'un des deux sites choisis dans le cadre d'un programme de recherche « Quels littoraux pour demain? » visant à détecter dans le sédiment marin des récentes (dans les 3 siècles précédents) de tempêtes extratropicales violentes ou de tsunamis (avec le Golfe de Gascogne). Dans le secteur Mer blanche, trois épisodes extrêmes ont marqué le sédiment ; à -36 cm (fort raz-de-marée du printemps 1937), à -55 cm (raz de marée de 1924) et à - 65 cm (violents orages associés à des inondations côtières qui ont entre 1910 et 1913 déplacé des galets vers le sédiment).